# Alvito da Beira
Alvito da Beira ist ein Ort und eine ehemalige Gemeinde (Freguesia) im portugiesischen Kreis Proença-a-Nova. Die Gemeinde hatte 365 Einwohner (Stand 30. Juni 2011).
Am 29. September 2013 wurden die Gemeinden Alvito da Beira und Sobreira Formosa zur neuen Gemeinde União das Freguesias de Sobreira Formosa e Alvito da Beira zusammengeschlossen.